# Мустафа Сангаре
Мустафа Сангаре (на френски: Mustapha Sangaré) е френски професионален футболист от малийски произход, нападател, който играе за българския клуб от Първа професионална лига на България „Левски“ (София).

## Левски
Присъединява се към „Левски“ (София) през лятото на 2024 година. Подписва официален договор на 9 юли 2024 г. с валидност до 2027 г. 
Дебютира за клуба на 20 юли 2024 г. при победата с 1:6 при гостуването на „Локомотив“ (София), влизайки като резерва и отбелязвайки дебютно попадение в 90-ата минута на мача.